# Nordijska kombinacija
Nordijska kombinacija je šport na snijegu koji uključuje dvije discipline: skijaško trčanje i skijaške skokove. Rezultati oba natjecanja se zbrajaju i tada se određuje konačni pobjednik.
Nordijska kombinacija je standardni sport na Zimskim olimpijskim igrama.

## Vrste natjecanja
Najčešće se natjecanja odvijaju u jednoj od ove četiri forme:
- pojedinačna utrka: dva skoka sa skakaonice te zatim 15 km trčanja. Na skakaonici se dodjeljuje 1,2-2 boda po ostvarenoj duljini skoka (ovisno o veličini skakaonice) te 3-30 bodova po skoku za stil. Nakon završetka natjecanja na skakaonici u utrku na 15 km prvi kreće natjecatelj s najviše bodova iz skokova. Iza njega kreću redom ostali natjecatelji, ovisno o bodovima sa skakaonice, na način da je 15 bodova iz skokova jednako 1 minuta kasnijeg starta. To znači da kombinatorac koji prvi stigne na cilj je ujedno i pobjednik kombinacije. Ova se metoda još naziva metoda po Gundersenu ili jednostavno Gundersen.
- sprint utrka: izvodi se samo jedan skok te se trči na dionici od 7,5 km. U sprint utrci postoji i varijanta da se bodovi sa skakaonice ne pretvaraju u vrijeme već u metre, na način da je jedan bod skoka jednak 24 metra utrke. Tada najbolji sa skakaonice trči 7,5 km, a ostali prema redoslijedu bodova na izračunatoj udaljenosti iza njega (dakle moraju otrčati dulju dionicu).
- masovni start je način utrke kod kojeg se prvo trči zadana dionica, pobjednik dobiva 120 bodova a ostali po 15 bodova manje za svaku minutu zaostatka. Ti se bodovi onda zbrajaju s bodovima iz skokova koji se izvode nakon utrke, te se onda određuje pobjednik.
- štafetna utrka u kojoj nastupaju po 4 člana jedne momčadi, čiji se bodovi i ostvarena vremena zbrajaju, a trči se 4 x 5 km. Ovdje je 40 bodova iz skokova jednako 1 minuta kasnijeg starta u utrci.